# St. John, Indiana
St. John är en stad (town) i Lake County, i delstaten Indiana, USA. Enligt United States Census Bureau har staden en folkmängd på 14 839 invånare (2011) och en landarea på 29,5 km².